# 皮德蓋奇基 (桑博爾區)
49°38′51″N 23°30′45″E / 49.64750°N 23.51250°E
皮德蓋奇基（烏克蘭語：Підгайчики），是烏克蘭的村落，位於該國西部利沃夫州，由桑比爾區負責管轄，始建於1389年，面積11.53平方公里，海拔高度282米，年人口2,027，人口密度每平方公里175.8人。